# 范布倫鎮區 (明尼蘇達州聖路易斯縣)
范布倫鎮區（英語：Van Buren Township）是位於美國明尼蘇達州聖路易斯縣的一個行政鎮區。

## 地方資料
范布倫鎮區的面積為92.22平方千米，當中陸地面積為91.58平方千米，而水域面積為0.63平方千米。根據2020年美國人口普查的數據，當地共有人口265人，而人口密度為每平方千米2.87人。